# Lipinia macrotympanum
Espèce
Synonymes
- Mocoa macrotympanum Stoliczka, 1873

Lipinia macrotympanum est une espèce de sauriens de la famille des Scincidae.

## Répartition
Cette espèce est endémique des îles Andaman-et-Nicobar en Inde.

## Publication originale
- Stoliczka, 1873 : Notes on some Andamese and Nicobarese Reptiles, with the descriptions of three new species of lizards. Journal of the Asiatic Society of Bengal, vol. 42, p. 162-169 (texte intégral).